# Zemský okres Hildburghausen
Zemský okres Hildburghausen (německy Landkreis Hildburghausen) je zemský okres v německé spolkové zemi Durynsko. Sídlem správy zemského okresu je město Hildburghausen. Má přibližně 65 tisíc obyvatel. 

## Města a obce
Města:
1. Eisfeld
2. Heldburg
3. Hildburghausen
4. Römhild
5. Schleusingen
6. Themar
7. Ummerstadt

Obce:
1. Ahlstädt
2. Auengrund
3. Beinerstadt
4. Bischofrod
5. Brünn
6. Dingsleben
7. Ehrenberg
8. Eichenberg
9. Grimmelshausen
10. Grub
11. Henfstädt
12. Kloster Veßra
13. Lengfeld
14. Marisfeld
15. Masserberg
16. Oberstadt
17. Reurieth
18. Schlechtsart
19. Schleusegrund
20. Schmeheim
21. Schweickershausen
22. St. Bernhard
23. Straufhain
24. Veilsdorf
25. Westhausen